# هنری تیزارد
هنری تیزارد (انگلیسی: Henry Tizard; ۲۳ اوت ۱۸۸۵ – ۹ اکتبر ۱۹۵۹) شیمی‌دان، و ریاضی‌دان اهل بریتانیا بود.
وی همچنین برندهٔ جوایزی همچون همکار انجمن سلطنتی، شوالیه (عنوان)، مدال آلبرت، و مدال فرانکلین شده‌است.